# Mitchells Waran
Der Mitchells Waran (Varanus mitchelli) ist eine Art der Warane die endemisch in Australien ist. Er gehört der Untergattung Odatria an. Die Erstbeschreibung dieser Art erfolgte 1958 durch den deutschen Biologen Mertens.

## Körperbau und Aussehen
Die Gesamtkörperlänge des Mitchells Waran beträgt im ausgewachsenen Stadium um die 60 cm. Der Schwanz alleine ist 1,7- bis 2,2-mal so lang wie die Kopf-Rumpf-Länge. Die Färbung des Mitchells Warans ist auf der Oberseite dunkelbraun bis blauschwarz oder schwärzlich. Der Kopf ist mit cremefarbenen oder gelben Flecken gesprenkelt. Ihr Körper ist mit unzähligen gelblichen Flecken, Punkten und kleinen Ozellen geschmückt, welche allesamt je einen schwarzen Zentralfleck aufweisen. Ihr gelblicher Temporalstreifen ist nur undeutlich wahrnehmbar. Dagegen sind die Seiten des Halses und die Kehle zitronengelb mit schwarzen Punkten oder Flecken. Auf ihrem Unterkiefer ist ein schwarzer Balken erkennbar. Die Haut unterhalb des Auges ist leuchtend gelb. Alle vier Gliedmaßen sind auf der Oberseite schwarz und haben gelbe Flecken. Die Grundfärbung des Schwanzes ist schwarz mit unzähligen kleinen gelben oder cremefarbenen Flecken. Die Bauchseite von V. mitchelli ist cremefarben mit einem grünlichen Stich. Die Kopfschuppen sind überwiegend glatt. Das Nasenloch befindet sich seitlich nach oben gerichtet auf der Schnauze. Es liegt dabei etwas näher an der Schnauzenspitze als zum Auge. Um die Körpermitte sind 90 bis 130 Schuppenreihen angeordnet. Der Schwanz ist an der Spitze sichtbar abgeflacht, obwohl er an der Basis kreisrund ist. Ein sehr auffallender Doppelkiel ist auf der Oberseite der Schwanzbasis vorhanden. Die Schwanzschuppen sind in regelmäßigen Ringen angeordnet, wobei diese gelegentlich an den Seiten unvollständig sind.

## Verbreitung und Lebensraum
Das Verbreitungsgebiet von V. mitchelli liegt im tropischen Nordaustralien von Derby im Westen bis nach Borroloola im Osten. Die Tiere wurden schon am Daly River, in der Umgebung von Kununurra und um Wyndham gesichtet. Der Mitchells Waran wurde immer als kleiner Vertreter der Wasserwarane angesehen, aber durch sein Habitat hat er eher die Stellung eines Baumbewohners. Man trifft ihn jedoch häufig in der Nähe von Wasser an. Er ist aber nicht im selben Maße auf das Wasser angewiesen, wie z. B. der Mertens-Wasserwaran (Varanus mertensi). Man findet den Mitchells Waran in der Nähe von Sümpfen, Lagunen, Mangrovenwäldern, Flüssen und anderen Gewässern. Seine bevorzugten Rückzugsorte sind Baumhöhlen und Plätze unter abgestorbener Rinde. In Gefangenschaft wird der Mitchells Waran im Taronga Zoo (Sydney) gehalten.

## Ernährung
Bei Mageninhaltsuntersuchungen wurden Spinnentiere, Grillen, Käfer, Fische, Krebstiere, Frösche, Skinke und Mäuse nachgewiesen. Ihr Jagdverhalten wurde noch nicht ausreichend erforscht.

## Systematik
Varanus mitchelli wurde früher in der Untergattung Varanus gelistet, da er einen leicht abgeplatteten Schwanz hat. BÖHME (1988, 1993) ordnete den Mitchells Waran aufgrund genitalmorphologischer Befunde der Untergattung Odatria zu. Auch sein an der Basis im Querschnitt runder Schwanz war ein weiterer Grund zur Eingliederung in die Untergattung Odatria. Das Artepitheton ehrt Francis J. Mitchell vom South Australian Museum.